# Motu
|  | Per a altres significats, vegeu «Motu (llengua)». |

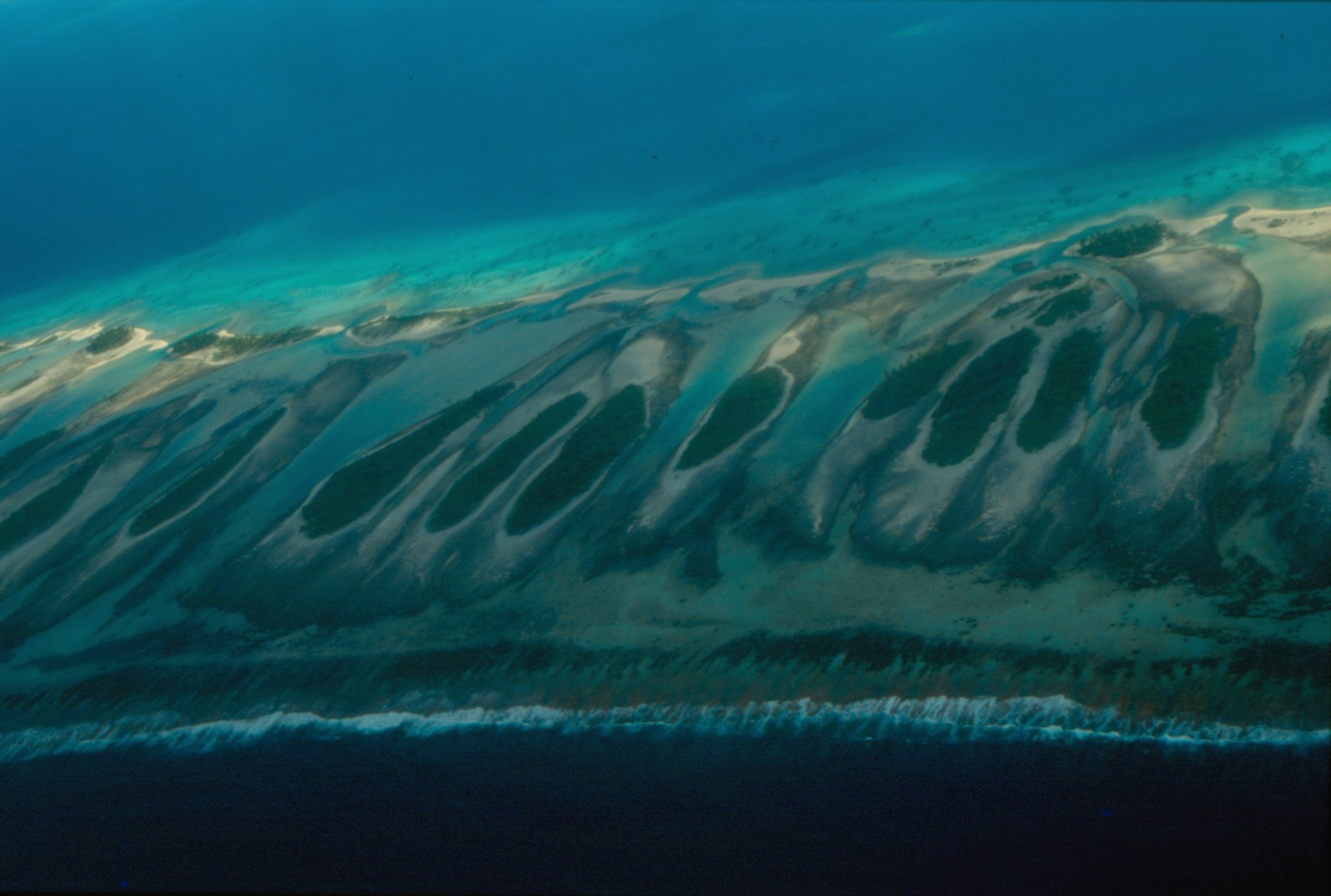
Motus a la corona de l'atol Tikehau, a les Tuamotu.

Un motu és un illot coral·lí de la corona d'un atol o de l'escull de corall d'una illa volcànica. La paraula és d'origen tahitià, encara que es troba a la majoria de llengües polinèsies (moku en hawaià). La primera accepció és 'esquinçat', 'trencat' o 'tallat'. En sentit figurat i més corrent és 'illot', 'atol' o 'illa' en general.
L'escola geogràfica francesa ha adoptat el mot com a terme científic específic per als bancs d'origen detrític que es troben en les corones d'esculls dels atols o en les barreres de corall de les illes altes.

## Vegeu també

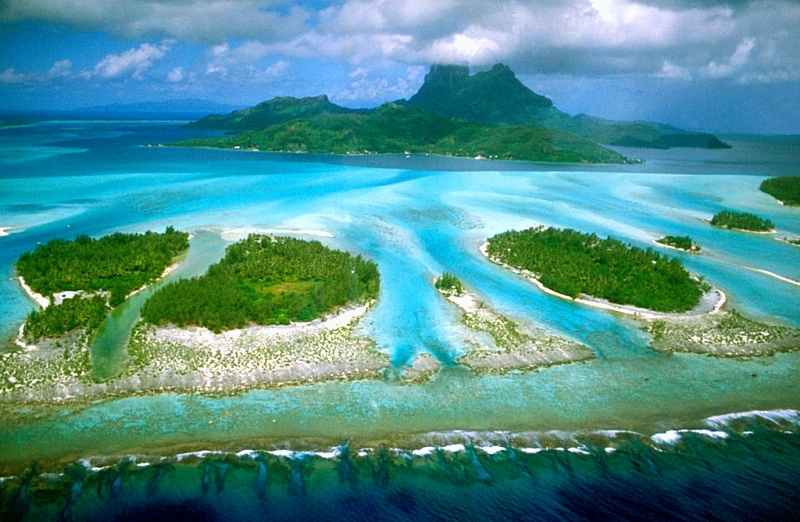
Motus de l'escull coral·lí de Bora Bora, a les illes de la Societat.